# 梁澤
梁澤（1445年—？），字汝霖，陝西西安府耀州三原縣人，軍籍。明朝政治人物。進士出身。

## 生平
成化四年（1468年）戊子科陝西鄉試第一名。成化五年（1469年）乙丑科會試第八十七名，殿試登進士第二甲第十二名，改庶吉士。成化七年（1471年），授河南道監察御史。累官浙江參政。正德三年（1508年）如例致仕。

## 家族
曾祖父梁允中。祖父梁景原。父亲梁玘。